# Habitatge al carrer Major, 9 (Térmens)
L'Habitatge al carrer Major, 9 és una obra de Térmens (Noguera) inclosa a l'Inventari del Patrimoni Arquitectònic de Catalunya.

## Descripció

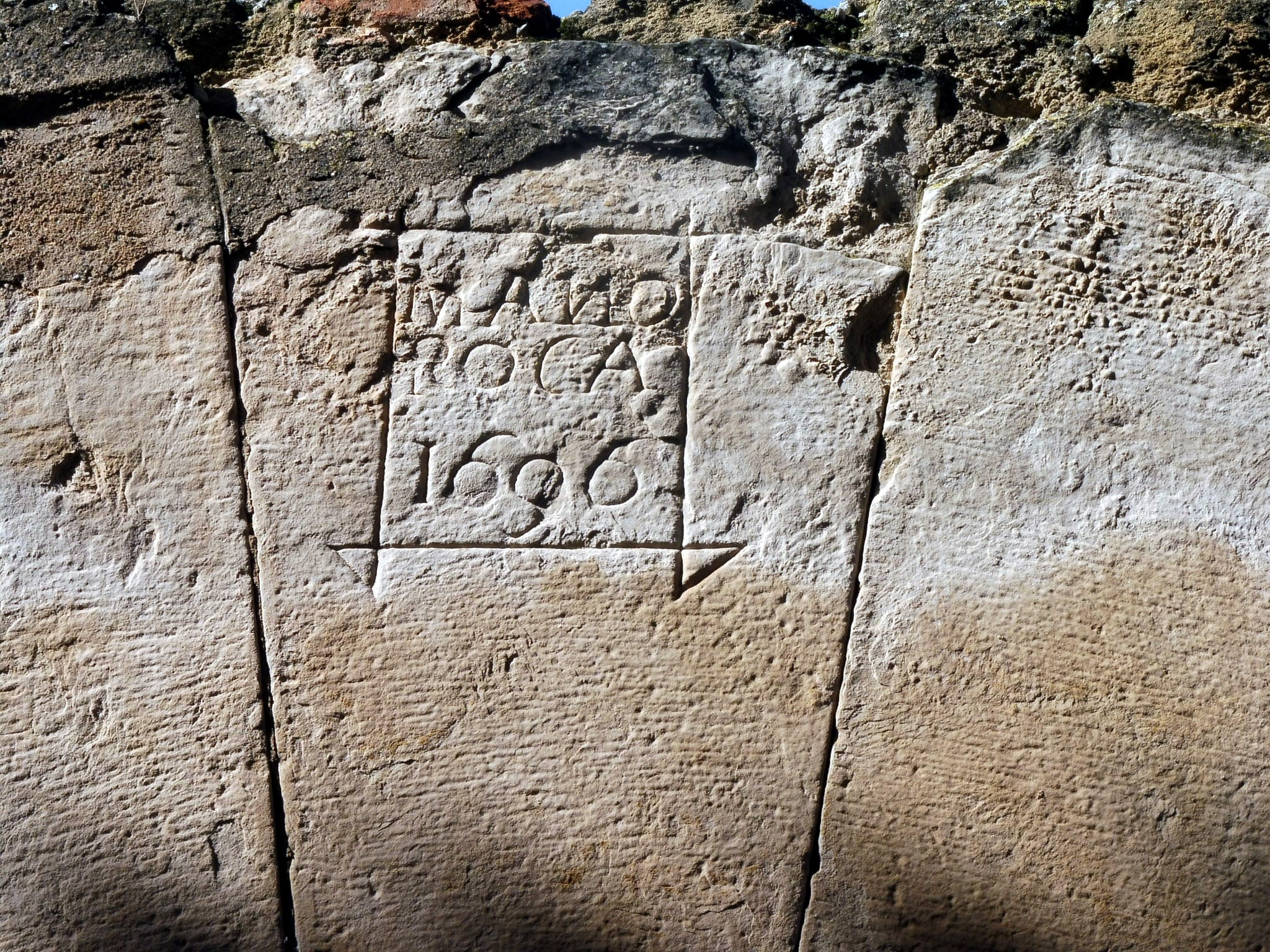
Clau del portal

Casa de dues plantes i golfes. Remodelada.
La porta és d'arc de mig punt dovellat i té esculpida la data de 1696.

## Història
L'any 1143 és conquerit definitivament i n'és nomenat castlà Arnau Berenguer d'Anglesola. El 1278 el seu successor Ramon d'Anglesola cedí el feu a l'Hospital de Sant Joan de Jerusalem que hi va fer una comanda integrada a la vegueria de Cervera, que va perdurar fins 1835.